# Syma
Syma – rodzaj ptaków z podrodziny łowców (Halcyoninae) w rodzinie zimorodkowatych (Alcedinidae).

## Zasięg występowania
Rodzaj obejmuje gatunki występujące na kontynencie australijskim, na Nowej Gwinei i sąsiednich wyspach.

## Morfologia
Długość ciała 20–24 cm; masa ciała samic 30–63 g, samców 32–60 g.

## Systematyka

### Etymologia
Syma: w mitologii greckiej Syme (gr. Συμη Sumē) była nimfą morską.

### Podział systematyczny
Do rodzaju należą następujące gatunki:
- Syma torotoro Lesson, 1827 – rdzawogłów nizinny
- Syma megarhyncha Salvadori, 1896 – rdzawogłów górski